# Heinrich I. (Holstein-Rendsburg)

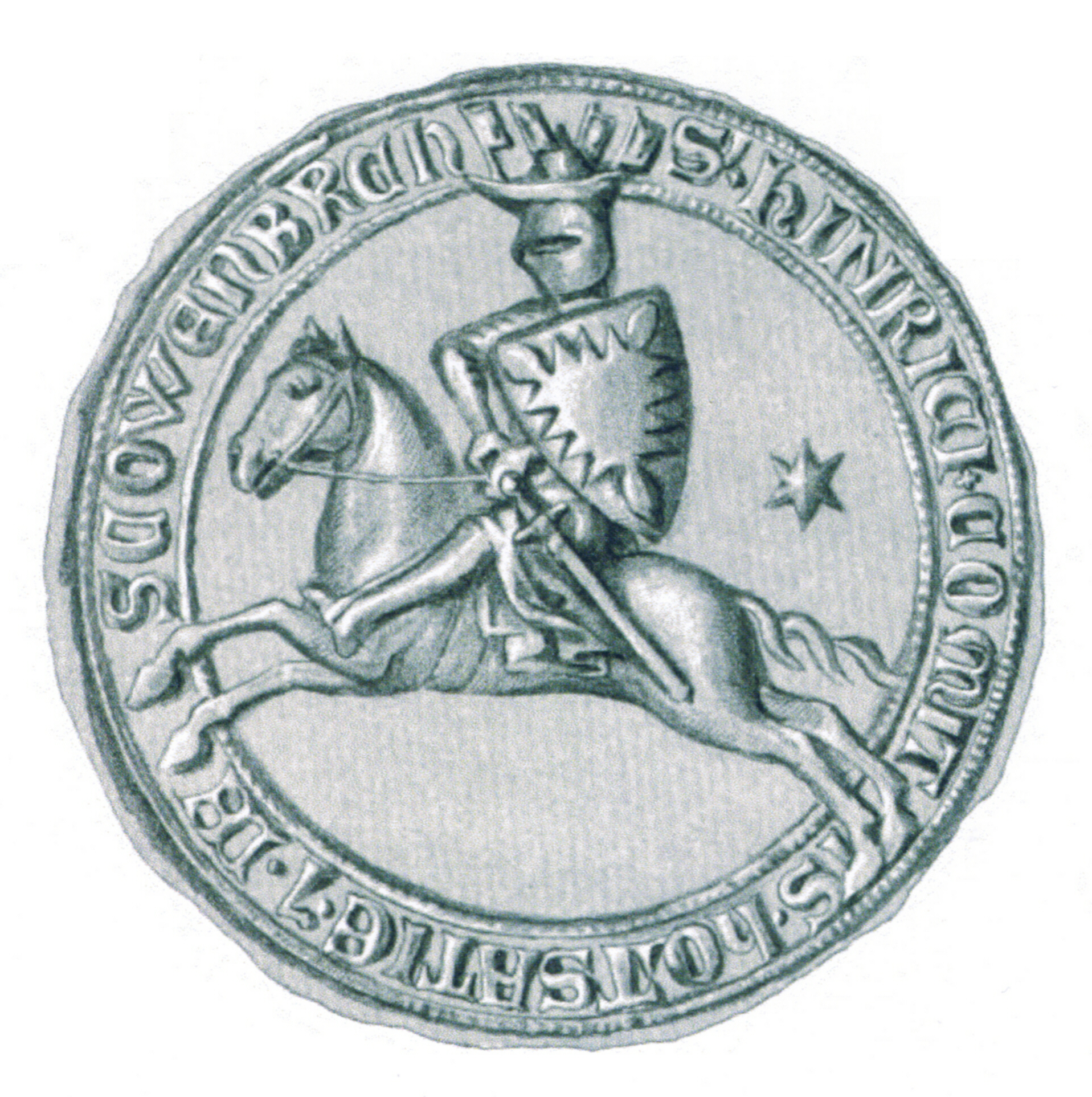
Siegel des Heinrich I. aus der Zeit um 1295–1302

Heinrich I. von Holstein-Rendsburg (* 1258; † 1304) war der erste Graf von Holstein-Rendsburg aus dem Hause der Grafen von Schauenburg und Holstein.

## Leben
Er war ein Sohn von Gerhard I. von Holstein-Itzehoe († 1290) und der Elisabeth von Mecklenburg († ca. 1280), einer Tochter von Johann I. von Mecklenburg.
1285 konnte er Waldemar von Schleswig aus der Gefangenschaft des dänischen Königs Erik V. befreien.
Nach dem Tod ihres Vaters teilten die überlebenden Söhne die Grafschaft Holstein-Itzehoe unter sich auf. Heinrich bekam bei der Teilung Rendsburg zugesprochen.
Er lag immer wieder in Fehde mit den Dithmarschern.
Noch kurz vor seinem Tod führte er einen Zoll für auswärtige Güter ein, By dem Krane. Der Zoll ging zur Hälfte an Hamburg und der Rest zu gleichen Teilen an Holstein-Pinneberg und Holstein-Rendsburg. Nach dem Aussterben der letzten Schauenburger Linie 1640 ging deren Anteil an dem Zoll an das Herzogtum Holstein, mit dem Gottorfer Vergleich von 1768 fiel er komplett an Hamburg.

## Siegel
(s.Abb.) Umschrift: S(IGILLUM)*HINRICI*COMITIS*HOLTSATIE*ET*DE*SCOWENB(O)RCH (Siegel Heinrichs Graf von Holstein und von Schauenburg)

## Familie
Er heiratete 1289 Heilwig (1265-nach 1331) die Tochter von Willem II van Bronkhorst, Herr zu Bronkhorst und Rekem, und von Ermgard van Randerode.
Das Paar hatte folgende Kinder:
- Gerhard  (* um 1293; † 1. April 1340) ⚭  Sofie von Werle, der Tochter von Nikolaus II. von Werle
- Adelheid († Januar 1350) ⚭ Erich II. von Schleswig (1288–1325)
- Giselbrecht  (1290–1345) (Gegen-)Bischof von Halberstadt
- Elisabeth (* 1300, vor 1340)

⚭ 1315 Herzog Johann II von Sachsen-Lauenburg (1275–1322)
⚭ 1330 (Annullierung 1331) Erik (1307–1331), Sohn von König Christoph II. von Dänemark
- Ermengard († 1329) ⚭ Graf Otto I. von Hoya († 1324)